# Lampanyctus jordani
Lampanyctus jordani és una espècie de peix de la família dels mictòfids i de l'ordre dels mictofiformes.

## Morfologia
- Els mascles poden assolir 14 cm de longitud total.[3][4]

## Depredadors
A Rússia és depredat per Bathyraja matsubarai.

## Hàbitat
És un peix marí i d'aigües profundes que viu fins als 3.400 m de fondària.

## Distribució geogràfica
Es troba al Pacífic nord, incloent-hi la mar d'Okhotsk i la Mar de Bering.